# Jamón serrano

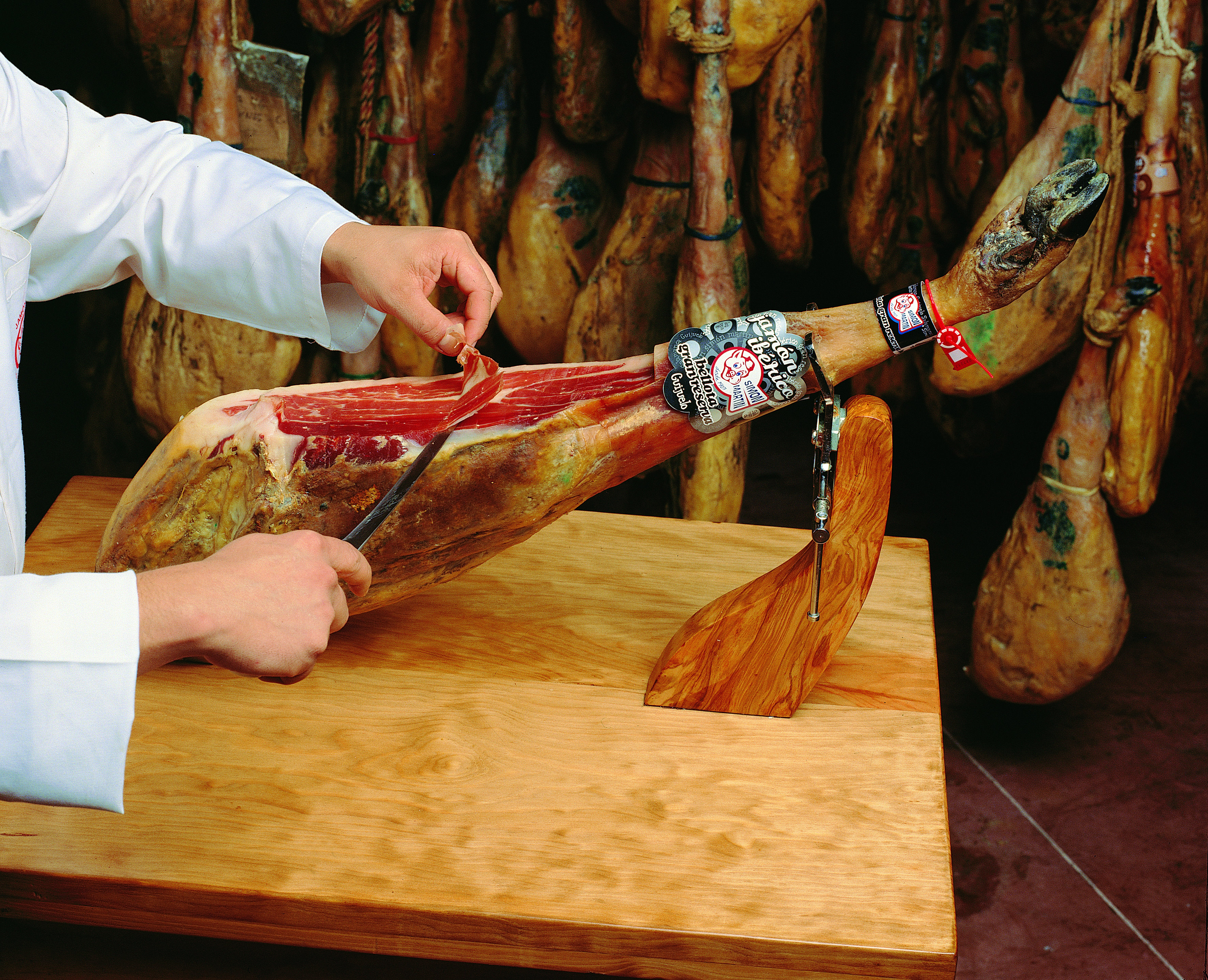
Jamón de Guijuelo, un jamón serrano considerado exquisitez en España.

El jamón serrano es un alimento obtenido a partir de la salazón y secado al aire de las patas traseras del cerdo. Este mismo producto recibe también el nombre de paleta o paletilla cuando se obtiene de las patas delanteras. El jamón serrano se contrapone al jamón cocido, también llamado jamón de York o "jamón dulce". Se llama serrano por la costumbre de curar el jamón en parajes altos de las sierras, donde las bajas temperaturas facilitan la curación.
El cerdo puede ser de raza blanca o bien de la raza llamada ibérica. El jamón de este último es llamado jamón ibérico, y  jamón de bellota cuando este último ha ingerido cierta cantidad de bellota durante el período de montanera (engorde). El cerdo blanco no se alimenta con bellota. El jamón y las paletas de cerdo Duroc son un tipo de jamón más infiltrado y con más grasa dorsal que el jamón de cerdo blanco. 
El tipo de crianza de los cerdos también influye en su diferenciación. Para que un Jamón sea 100% ibérico de Bellota, deberá ser criado en libertad en dehesas, donde además de bellotas consumirán pastos naturales y hierbas aromáticas. El aspecto también será diferente, la pata de jamón 100% ibérica tiene un aspecto más desgastado, debido a los paseos que realiza el cerdo al estar criado en libertad. En cambio una pata de jamón de cerdo blanco tiene un aspecto más limpio y cuidado.
En el lenguaje ordinario —especialmente en las cartas de los restaurantes—  cuando se ofrece "jamón serrano" se sobreentiende que no se trata de jamón serrano de cerdo ibérico, sino de jamón serrano de cerdo blanco, más barato. Cuando se ofrece jamón cocido o de York se sobrentiende también que se trata de cerdo blanco, pues el jamón ibérico no se suele cocer. Excepcionalmente, sin embargo, algunos establecimientos ofrecen cerdo ibérico cocido, que no ha sido curado previamente.
En algunos países el nombre jamón serrano hace referencia por extensión al jamón curado para distinguirlo del jamón de York, el cual se le conoce simplemente como jamón.

## Denominaciones

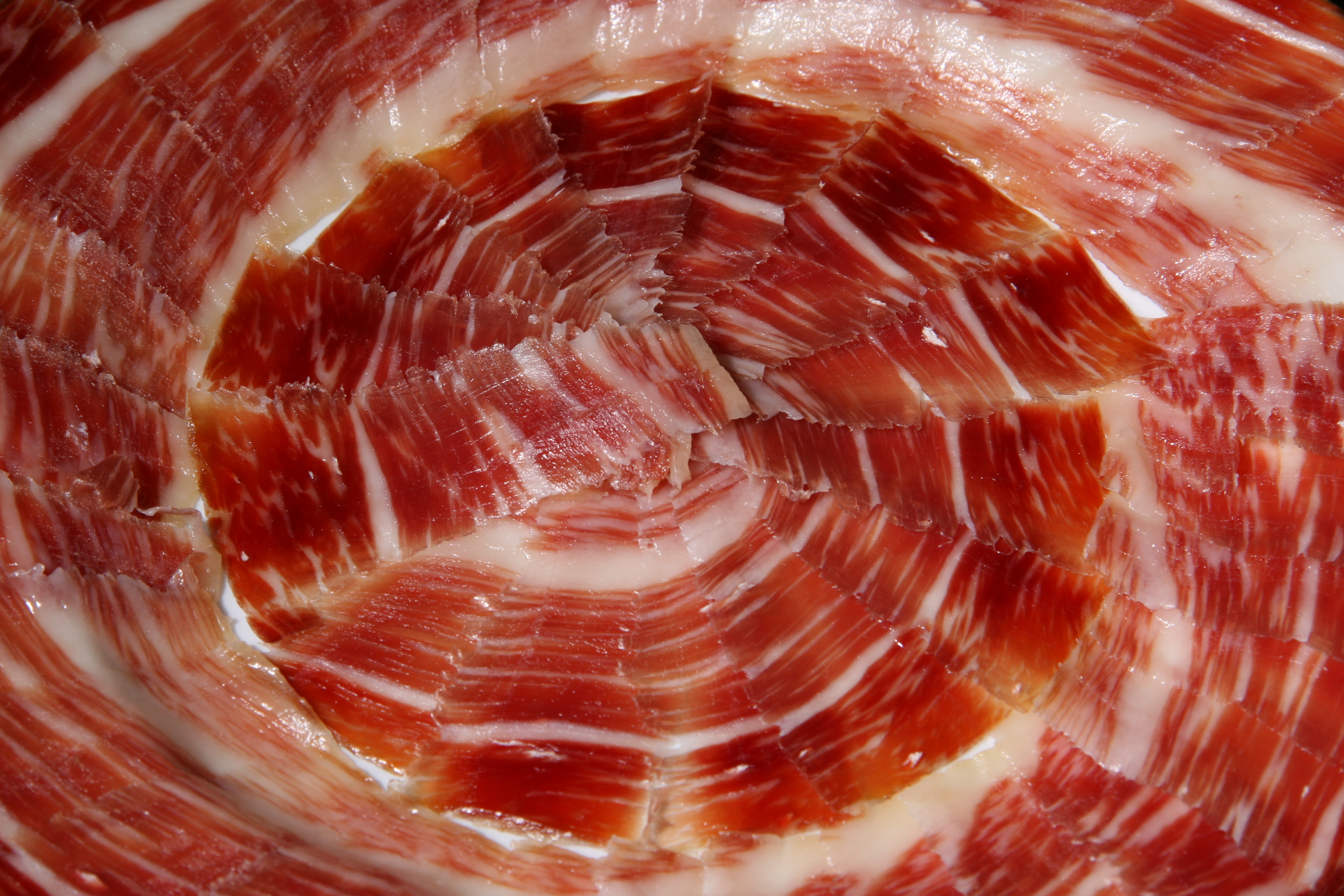
Plato de jamón serrano.

El jamón serrano curado tiene tres denominaciones: 
- bodega curación de 9 a 12 meses,
- reserva de 12 a 14 meses y
- gran reserva con curaciones a partir de 15 meses o más.

Estas denominaciones, son especificadas por el artículo 21, del Real Decreto 474/2014, de 13 de junio, por el que se aprueba la norma de calidad de derivados cárnicos.

## Características legales
La denominación "jamón serrano" está protegida como Especialidad Tradicional Garantizada (E.T.G.) por el Reglamento de la Unión Europea 2082/92, en el que se definen las características del proceso y del producto terminado.  

## Denominaciones de Origen

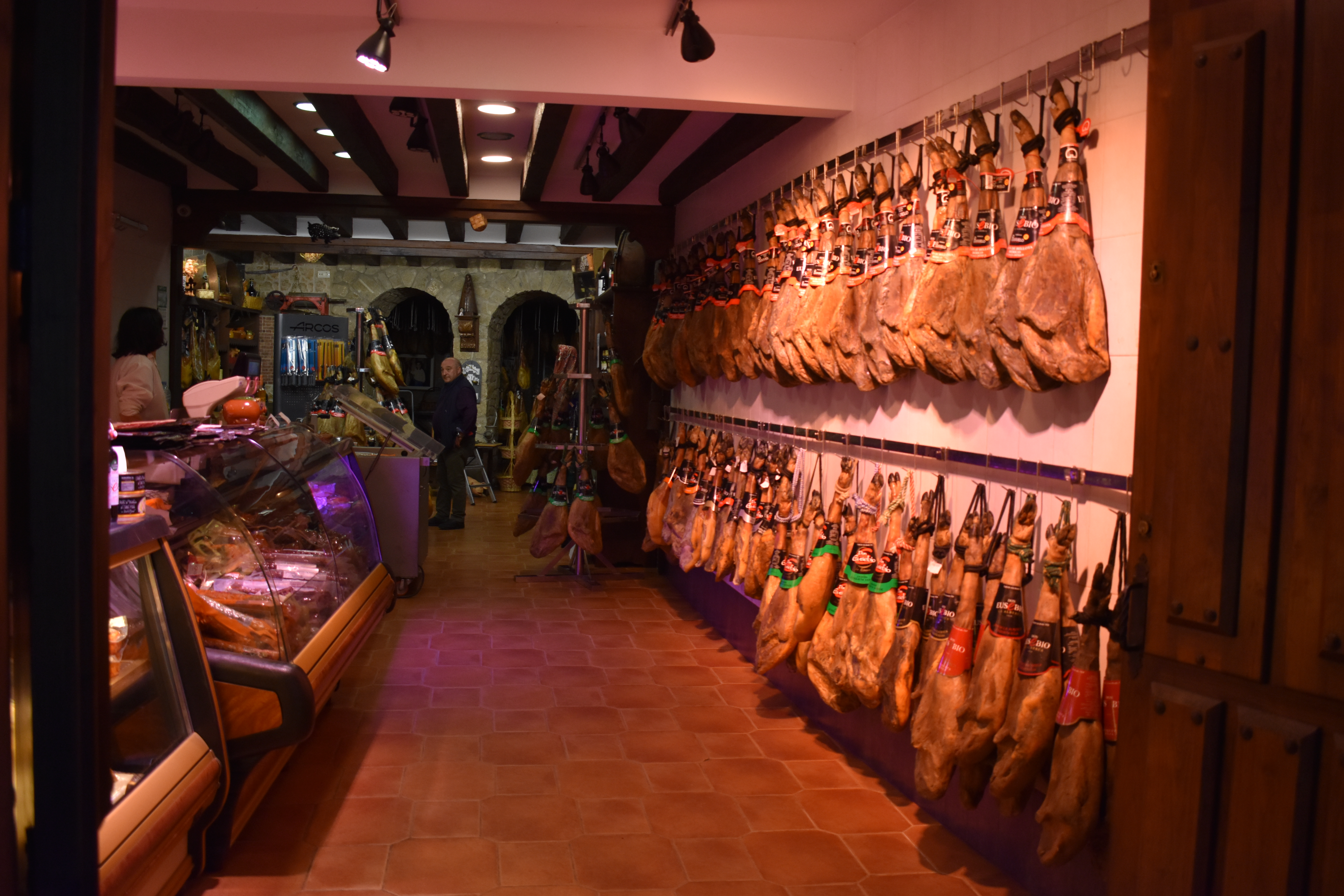
Venta de jamones en La Alberca.

- el jamón de cerdo Duroc,
- el Jamón de Trevélez,[3] pueblo de la provincia de Granada.
- Jamón con Denominación de Origen Jamón de Teruel,[4] localizado en Teruel, dentro del Sistema Ibérico donde se dan las condiciones para su correcto secado.
- El jamón con Denominación de Origen Dehesa de Extremadura tiene igualmente un alto prestigio unido a una gran calidad certificada por el Organismo Certificador de la D.O Dehesa de Extremadura que vela por qué la raza de los cerdos sea pura, que su alimentación sea  a base de bellotas, que su crianza se realice en la dehesa extremeña y que la curación de las piezas se lleve a cabo en secaderos en Extremadura.
- Denominación de Origen Protegida Jabugo, que es la que registra más ventas en todo el mundo dada su altísima calidad. Destacan en este último sentido las producciones de las localidades del parque natural Sierra de Aracena y Picos de Aroche, especialmente de Cortegana, Aracena y Jabugo.
- Denominación Geográfica Protegida del Jamón de Serón, en la provincia de Almería.
- El jamón de Guijuelo es un jamón curado con Denominación de Origen en el municipio de Guijuelo (provincia de Salamanca).12 La denominación de Origen "Guijuelo" fue concedida el año 1986.3 Los procesos de elaboración de este jamón son estándares, siendo su característica la carne del animal y el proceso de curado al aire en bodegas especiales, que reciben los vientos secos y fríos de la Sierra de Gredos y Béjar. Los ejemplares curados deben acogerse a las características definidas en el Consejo Regulador de la Denominación de Origen.4

Es de resaltar que el 60 % de la producción española de jamón ibérico pertenece a la D.O. Jamón de Guijuelo.5
En Portugal se utiliza la palabra "presunto" para denominar este tipo de jamón.
En Argentina se distingue el jamón serrano del jamón crudo por estar el primero recubierto de pimentón y por venderse más estacionado.
En el llamado proceso de curación se pueden encontrar tres factores imprescindibles que, al conjugarse, producen una maduración ideal en los jamones.
- Los métodos de elaboración lenta y artesanal en oposición a las innovaciones tecnológicas que aceleran la producción.
- Inviernos fríos y secos y veranos suaves y cortos.

|                   | Jamón de cerdo blanco                                       | Jamón de cerdo Duroc | Jamón de cerdo ibérico                                                     |                          |
| Producción (2003) | 88,7 %                                                      | 11,3 %               |                                                                            |                          |
| Raza              | Mezclas de las razas Duroc, Landrace, Large White, Pietrain | Duroc 100 %          | Cerdo ibérico (suroeste de España y Portugal) con cerdos de la raza Duroc. | Cerdo ibérico 100 %      |
| Alimentación      | Piensos de cereales                                         | Piensos de cereales  | Pienso, Pasto y bellotas                                                   |                          |
| Denominación      | Jamón curado, jamón serrano                                 | Jamón Duroc          | Jamón ibérico de cebo, de recebo.                                          | Jamón ibérico de bellota |
| Curación          | 12-24 meses                                                 | 14-30 meses          | 14-36 meses                                                                | 24-38 meses              |

## Etapas del proceso

### Recepción materia prima
El pH no debe ser excesivamente alto (<5.8) para minimizar el crecimiento microbiano, no deben ser carnes PSE/DFD, preferible carnes más bien grasas, bien refrigeradas o congeladas, que no tengan fracturas ni hematomas, carnes de buena calidad, baja carga microbiana inicial y preferibles piezas grandes.

### Clasificación y tipificación en fresco
La materia prima se puede recepcionar congelada o refrigerada. Los jamones en sangre tendrán un peso mínimo de 9,5 kilos para aquellos que se presenten con pata y de 9,2 kilos para los jamones sin pata. Y, por último, se tendrá en cuenta la cantidad de contenido graso.

### Perfilado
Eliminación de partes de la musculatura, grasa y piel para conferir a las piezas las proporciones y características de redondos, biselados o cortos.
- Métodos:
  - Manual
  - Mecánico

### Desangrado
Evitar que se quede sangre retenida en el interior del jamón aplicando presión.
- Métodos:
  - Manual
  - Mecánico

### Salazón
Puede que sea la parte más importante de todo el proceso, ya que la calidad de los jamones curados, serranos e ibéricos, se basa en la mayor o menor actuación de la sal. La salazón de los jamones ayuda en la deshidratación y  juega un papel importante en la conservación (agente bacteriostático).
¿En qué consiste? Las piezas se cubren con sal marina con el fin de que esta penetre homogéneamente en toda la masa muscular. La sal suele ser más gorda en el caso del jamón ibérico, y más fina si se trata de jamón serrano.
¿Cómo se hace? Los jamones se apilan en el suelo o en contenedores, alternando capa de sal–capa de jamón y así sucesivamente. La primera capa y la última son de sal. Como en la hilera que está abajo va a penetrar más la sal por la presión, a mitad del proceso se invierte la posición de las piezas.
La cámara de salazón se encuentra a 3-4 °C y con una humedad relativa del 80-90%. Parece alta, pero hemos de tener en cuenta que las temperaturas son muy bajas. En definitiva, en esta fase los jamones pierden un 10% de su peso.

#### Salado

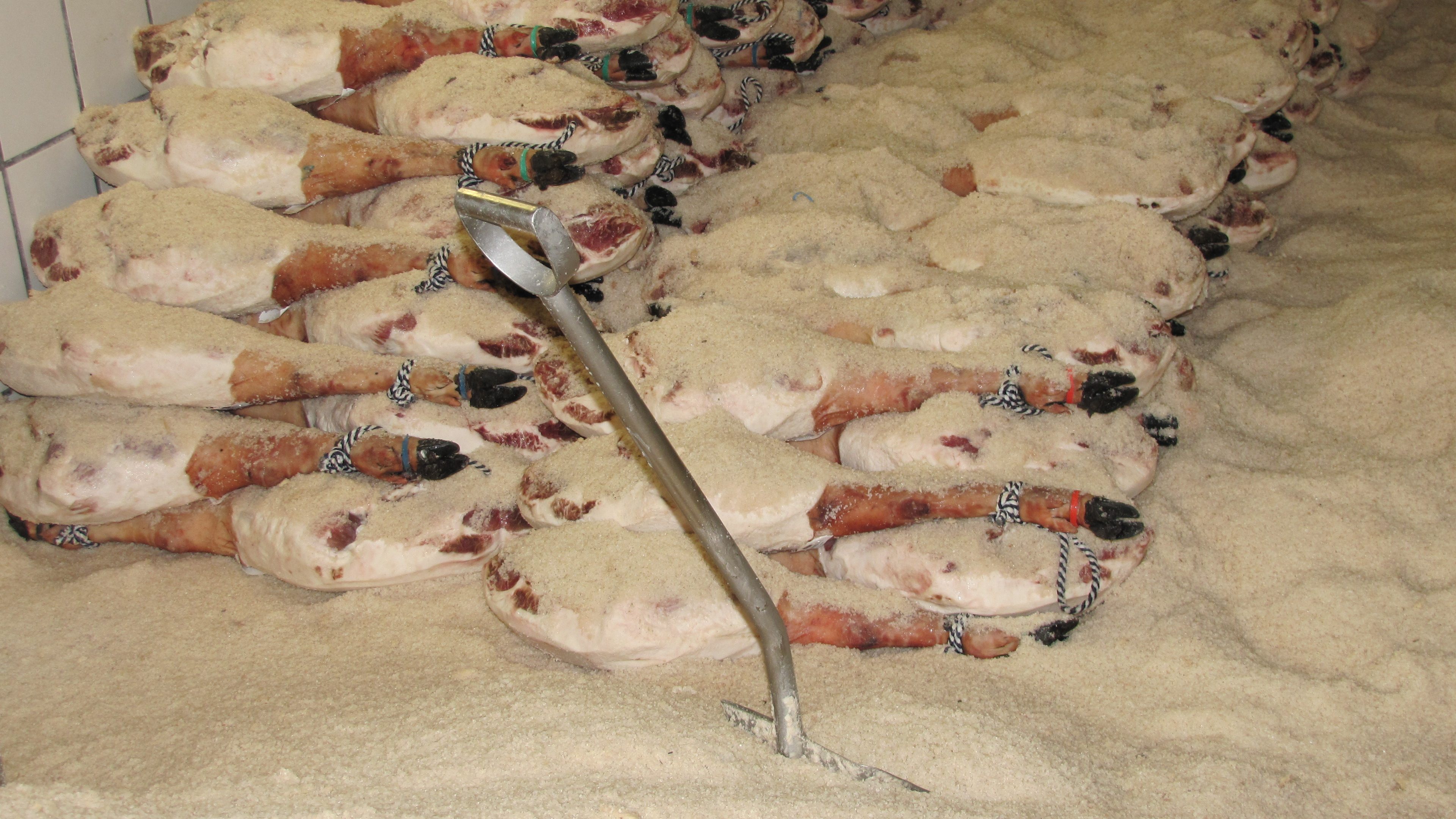
Proceso de salado de varios jamones.

Su principal objetivo es la reducción de la aw (actividad de agua) para inhibir la proliferación de microorganismos y aumentar su vida útil, se lleva a cabo cubriendo las piezas en capas de sal:
- Tipos:
  - Pilas: Alternando capas de sal con jamones (4 capas). Con la corteza o grasa hacia abajo (la sal penetra por las partes magras).
  - Contenedores
  - Bandejas: Proceso individualizado

El tiempo dependerá del peso en contenido graso, desde 0,65 días-2 días/kilo.
- Condiciones del proceso:
  - Temperatura: 4 °C
  - Humedad relativa: 90-95 %

#### Reposo o Post-salado
Distribución homogénea de la sal.
- Condiciones del proceso:
  - Duración de reposo: 40-60 días
  - Temperatura: 2-6 °C
  - Humedad relativa: 70-95 %

### Asentamiento
Cuando el jamón se saca de la pila de salazonado ya ha tomado toda la sal que va a tener hasta el final del proceso. Sin embargo, esta se encuentra concentrada en la superficie mientras que las regiones del interior prácticamente no contienen sal. Por ello es necesario un período de postsalado o equilibramiento, donde por proceso de difusión se tiende a una distribución uniforme de la concentración salina hasta alcanzar el punto exacto de sal. La duración mínima del equilibramiento es variable y va en función del contenido graso de cada pieza ya que la penetración salina por difusión está muy condicionada por la presencia de grasa. Aunque por lo general este proceso suele tener una duración entre los 50 y 90 días. Otro factor importante es que mientras se está produciendo la penetración de sal al interior del jamón, hay un proceso de salida de agua al exterior, con la consiguiente pérdida de humedad desde la superficie. Por ello, es necesario tener un estrecho control de la humedad relativa de la cámara donde se mantengan los jamones, amén del propio control de la temperatura, que desde los 5 °C iniciales ha de evolucionar hasta los 16 o 20 °C en el momento en que se les traslada al secadero natural.

### Lavado con agua caliente
Se realiza para eliminar la sal superficial, para lo cual se introducen los jamones en un recipiente en el que existen cepillos, cuyas púas por frotamiento ayudan a este proceso. Actualmente existen máquinas automáticas para efectuar el lavado y frotamiento de las piezas. 
Es importante que la sal esté limpia y que el lavado sea correcto para evitar que el depósito de la sal en el exterior del jamón inhiba el crecimiento de la flora. 
Hasta aquí, se ha hecho un buen proceso del jamón que puede servir para cualquier tipo que se elabore; ahora empiezan los problemas, ya que el jamón va a quedar expuesto, sin nada que lo proteja, dado el escaso valor antiséptico que se puede asignar a la sal a las variaciones climáticas, contaminación bacteriana, agresiones del medio ambiente, parasitismo, etc.
El lavado también se puede realizar inmediatamente después de sacar la pierna de la sal. Si se hace esto, hay que dejar la pierna pocos días más (1,5 a 2 días por kg), para que la sal logre ingresar a los tejidos musculares. También se consigue que una vez hecho el lavado, se pueda inocular con el hongo especial, y no volver a intervenir la pierna hasta el final del proceso.

### Secado y maduración

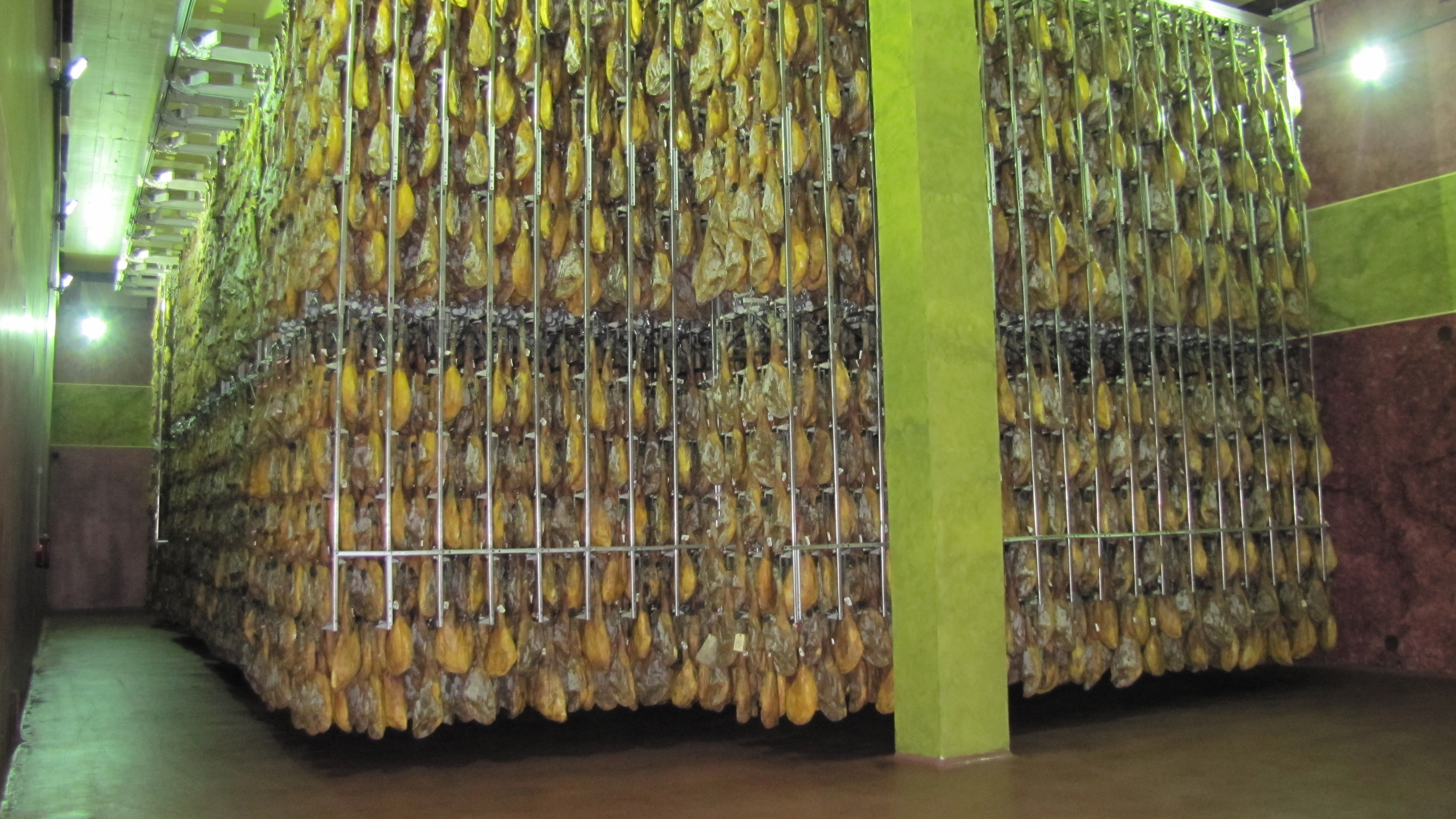
Bodega de curación en las instalaciones de BEHER en la D.O. Jamón de Guijuelo.

En esta etapa se trasladan los jamones a un secadero natural en el que la humedad y la temperatura se controlan principalmente mediante mecanismos de ventilación. La temperatura oscila entre los 15 º y los 30 °C durante los 6 a 9 meses que dura el secado, la HR disminuye desde 80 % a 65 % desde 60-150 días (posible estufaje posterior: 25-35 °C, acelera el secado). En este tiempo, el jamón continúa deshidratándose y también tiene lugar el sudado (difusión de la grasa entre las fibras musculares que permitirá retener el aroma una vez impregnadas).
El jamón sufre un proceso de proteólisis y lipólisis.
- Proteólisis: Degradación enzimática de proteínas en péptidos y aminoácidos →Terneza y sabor
- Lipólisis: Hidrólisis enzimática de lípidos generando ácidos grasos libres → Aroma

### Envejecimiento en bodega
Después de una clasificación previa según su peso, calidad y conformación, los jamones y paletas pasan a la bodega donde concluye la última fase de curación, madurando lentamente. Permanecerán entre 6 y 18 meses según la clasificación anterior. En esta fase la temperatura oscila entre los 15 y 25 °C y con humedades relativas en torno al 40-65 %.
Tanto un buen secadero natural, como una buena bodega, deben permitir realizar todas estas operaciones de forma absolutamente natural, sin actuar por ningún procedimiento no consagrado por la tradición y la práctica. 
Es una cuestión de sensibilidad, pues el resultado final dependerá tanto de las características del propio secadero como de la habilidad de las personas que en él trabajan, y que con una dedicación total y una experiencia manifiesta, han de combinar los factores de altitud, microclima, grado higrométrico, variaciones diarias de temperatura, y velocidad del aire, dirigiendo un proceso cuyo final es la obtención del jamón ibérico de bellota.
- Comprobación de posibles defectos de olor.
  - Defectos de cala: Defectos asociados al crecimiento de determinadas bacterias como Serratia liquefaciens, Proteus vulgaris y Enterobacter agglomerans.

### Operaciones de acabado
- Deshuesado
- Prensado y moldeado
- Envasado
- Loncheado

## Propiedades nutricionales
Desde el punto de vista nutricional, el proceso de modificación de sus proteínas y sus grasas durante su curación hace del jamón un producto ligero, con más proteínas y menos grasas que el producto en fresco. Sus proteínas son de alta calidad, es decir, contiene todos los aminoácidos esenciales (100 g de jamón serrano equivalen al 33 % del consumo diario de proteínas recomendado).
Además, es un producto que no necesita colorantes. El jamón serrano es muy digestivo y sano. Contiene ácidos grasos insaturados y es un alimento rico en vitaminas B1 y B6, fósforo, hierro, potasio y zinc. De hecho, un estudio realizado por el Centro Grand Forks de Investigación de Nutrición Humana, asegura que el serrano es muy recomendable para retrasar la aparición de la fatiga en los deportistas gracias a sus contenidos en vitaminas y minerales.
Posee un buen equilibrio de ácidos grasos, de similar naturaleza que las del aceite de oliva. Además, pese a que está curado en sal, apenas contiene este mineral.

## Producción y consumo

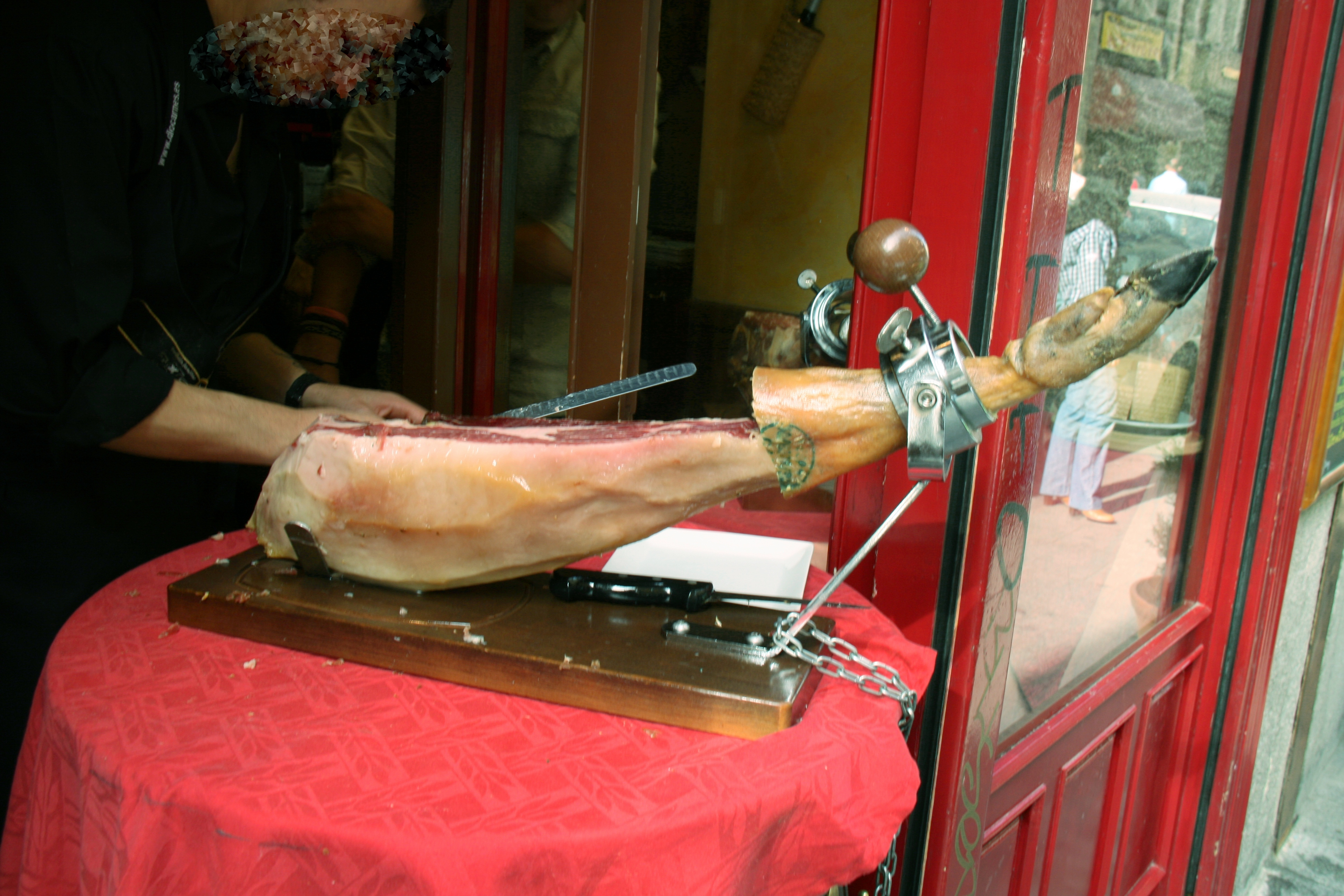
Corte del jamón: jamonera.

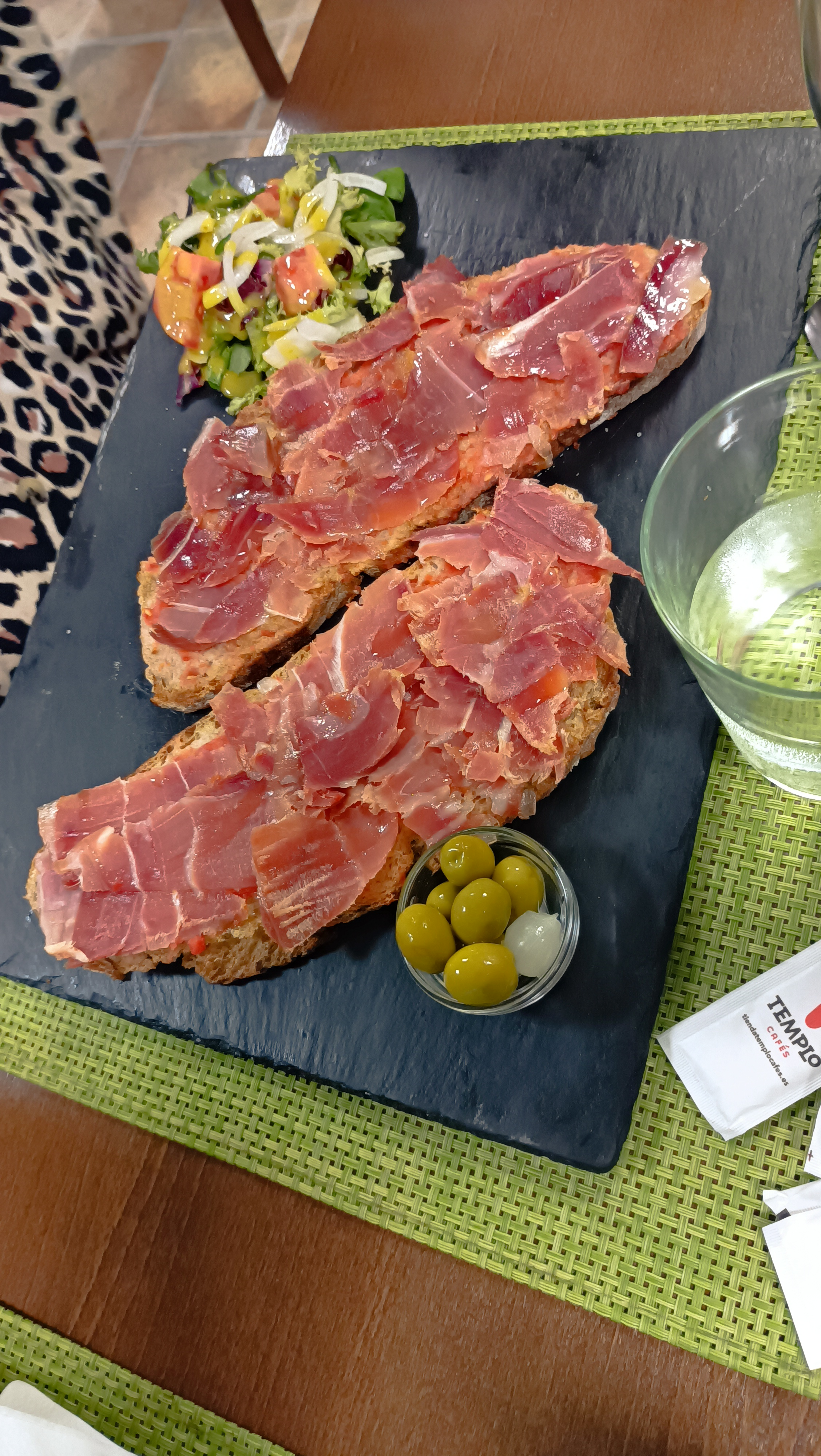
Bocadillo de jamón Serrano.

España es el primer productor mundial de jamones y paletas curados. En 2003 superó los 41,5 millones de piezas, de las cuales el 86,5 % corresponde a jamones y el 13,5 % restante a las paletas. España es igualmente el primer consumidor con un consumo por habitante y año de 5 kg.
|                  | 1999       | 2000       | 2001       | 2002       | 2003       |
| ---------------- | ---------- | ---------- | ---------- | ---------- | ---------- |
| Número de piezas | 32.160.000 | 33.253.000 | 33.884.807 | 39.550.000 | 41.527.500 |

La Unión Europea es la zona en donde se desarrolla el mayor intercambio comercial de jamones y paletas curados. España ocupa un segundo puesto en el ranking exportador Europeo por detrás de Italia. Los países de la Unión Europea son los principales destinos de las exportaciones españolas de jamón curado. Francia, Alemania y Portugal, conjuntamente, concentran el 75,8% del volumen y el 70,6% del valor total de las expediciones.
El jamón es popular en España para comerlo como tapa en locales o en bocadillo.

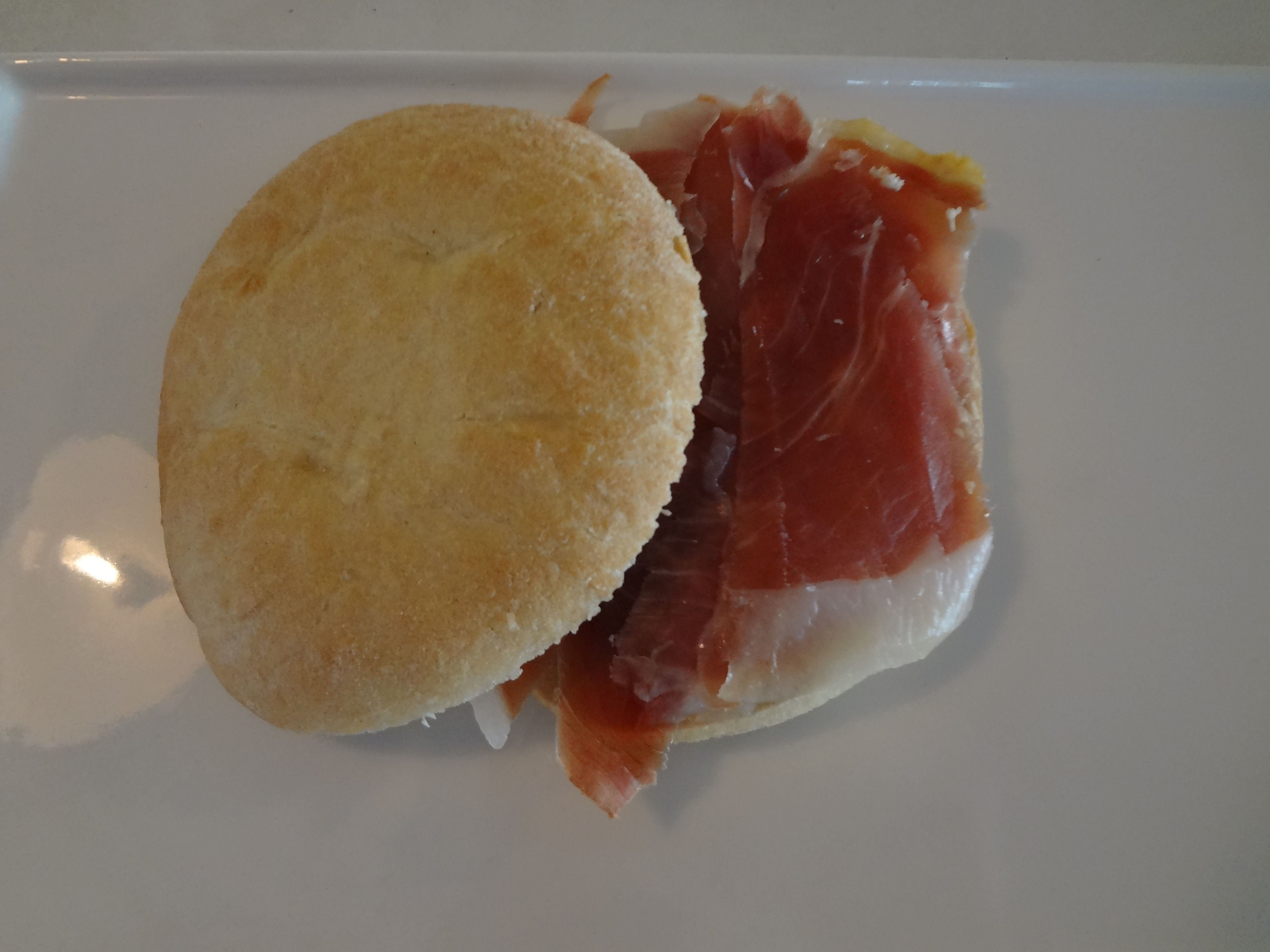
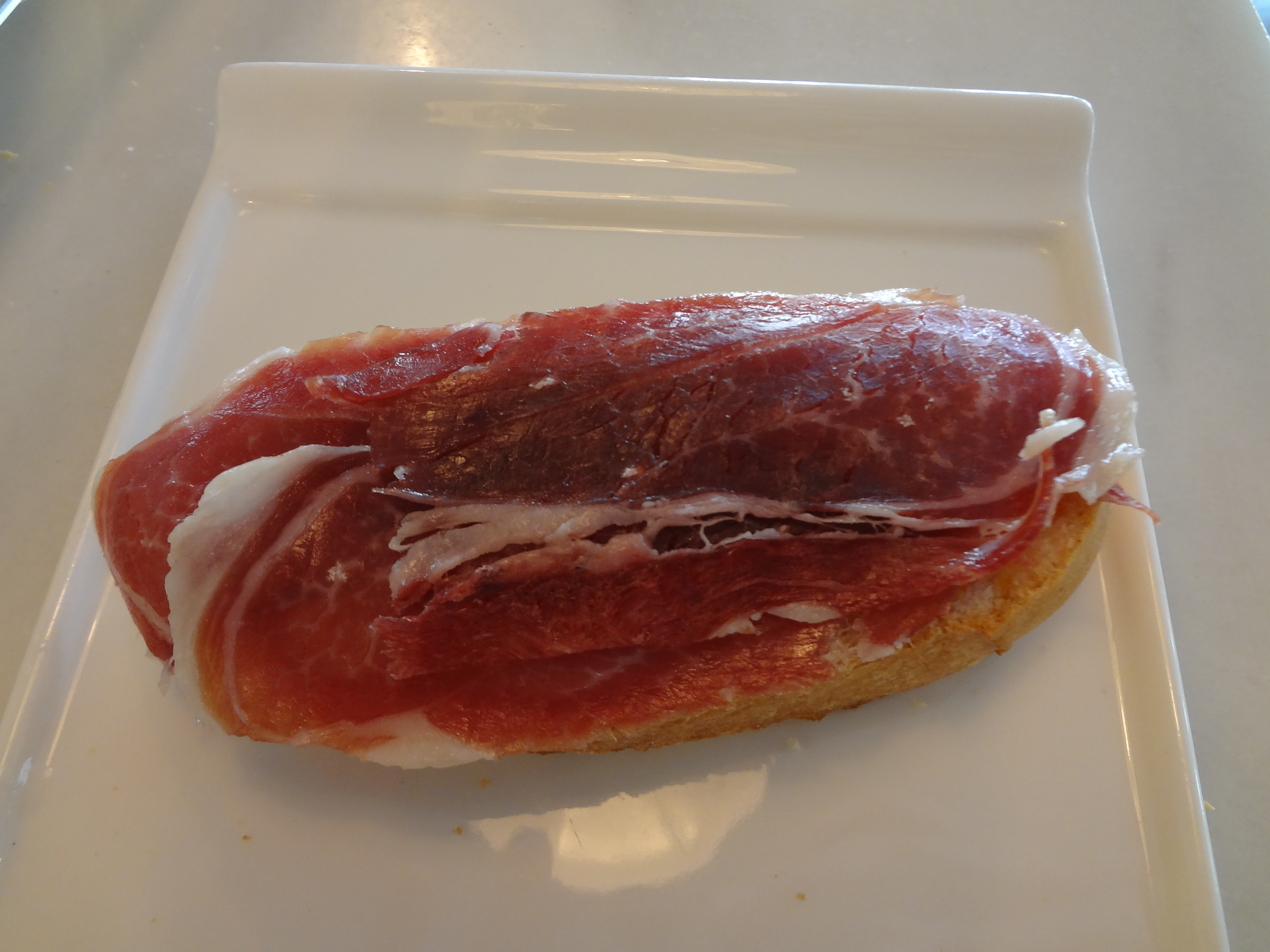

## Cuidado y conservación
Después del corte, la superficie del jamón suele cubrirse con la propia grasa para evitar que se seque.  Para ello se cortan rebanadas amplias de los laterales colocándose sobre la superficie del corte "a la vista".